# 兵農分離
兵農分離，為大名為能擁有常備兵所執行的政策，墊基於豐臣秀吉的檢地與刀狩，而後於發布兵農分離，後在加強身分統制令加強，最終完成於關白豐臣秀次的「人掃令」。除此之外，也是為了確立武士階級，使武士以外的人民無法擁有武力，以及巩固社会秩序与稳定。與目前認知不同的是兵農分離與織田信長無關，織田信長家臣明智光秀等人每萬石動員農民足輕人數亦高達330人。江戶時期因苗字帶刀則更進一步發展，限制各種階級間的流動，但到江戶幕府中期後便漸漸崩壞。